# Camillo Cibin
Camillo Cibin (Salgareda, 5 giugno 1926 – Roma, 25 ottobre 2009) è stato un militare e poliziotto italiano e comandante del Corpo della gendarmeria dello Stato della Città del Vaticano.

## Biografia
Nato a Salgareda (TV) nel 1926, Camillo Cibin entrò in servizio nell'allora gendarmeria pontificia  il 1º maggio 1947, raggiungendo presto il grado di tenente. Quando il 20 gennaio 1971 il corpo della gendarmeria venne sciolto da papa Paolo VI, Cibin venne nominato vice-responsabile del nuovo Ufficio centrale di vigilanza dello Stato della Città del Vaticano,  di cui divenne responsabile il 1º agosto 1972 in qualità di sovrastante nel luglio 1975.
Dal 1978 fu al servizio di Giovanni Paolo II e in quanto responsabile della sua protezione fu anche presente in piazza San Pietro il 13 maggio 1981, quando il terrorista Mehmet Ali Ağca tentò di uccidere il pontefice, ferendolo. Immediatamente dopo gli spari, mentre gli agenti mettevano al riparo il Pontefice, Cibin si scagliò oltre le transenne di legno, riuscendo a bloccare Ağca anche con l'aiuto di alcuni dei presenti.
Dopo l'attentato Cibin decise di presentare le proprie dimissioni a Giovanni Paolo II, il quale le respinse. Nel gennaio 1982 venne nominato capo ufficio dell'Ufficio centrale di vigilanza e poi ispettore generale, seguendo il pontefice in tutti i suoi 104 viaggi apostolici all'estero e i molti in Italia.
L'anno successivo,  a Fatima, la sua presenza risultò nuovamente fondamentale quando, il 12 maggio, riuscì a bloccare un sacerdote fanatico mentre tentava di pugnalare il papa, che ne uscì solo lievemente ferito.
Il 3 giugno 2006 lasciò l'incarico e si ritirò in pensione, morendo tre anni più tardi. I suoi funerali si sono svolti il 27 ottobre 2009 nella basilica di San Pietro in Vaticano, all'altare della Cattedra e sono stati celebrati dal cardinale Giovanni Lajolo.

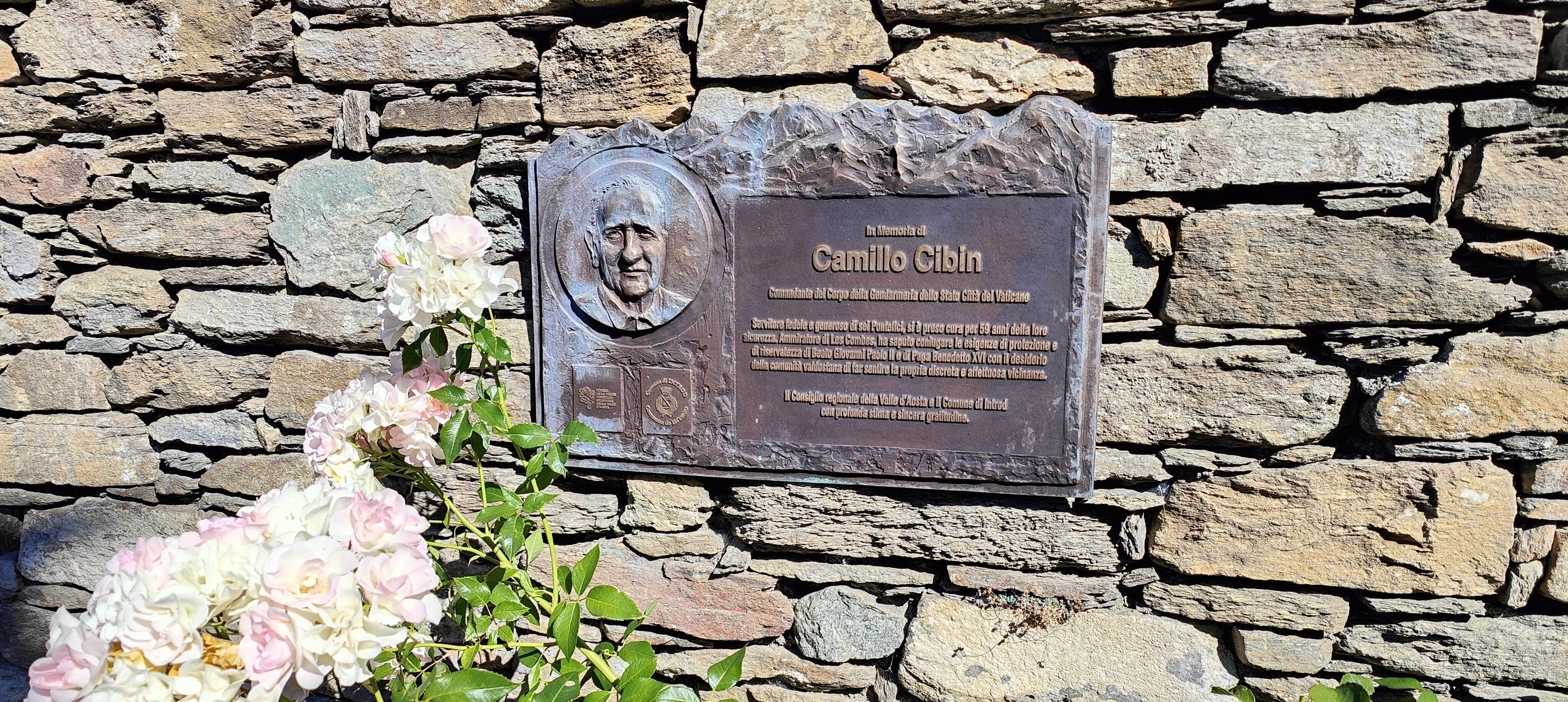
Targa a Camillo Cibin "servitore fedele di 6 pontefici si è preso cura per 59 anni della loro sicurezza. Ammiratore di Les Combes ha saputo coniugare le esigenze di protezione e riservatezza di Beato Giovanni Paolo II e Benedetto XVI con il desiderio della comunità valdostana di fare sentire la propria discreta e affettuosa vicinanza."

Il comune di Introd (con la Regione Valle d'Aosta) ha installato nel 2011 presso il museo dedicato a Giovanni Paolo II una targa bronzea a ricordo di Cibin.